# 维尔吉廖
维尔吉廖（義大利語：Virgilio），曾是意大利曼托瓦省的一个市镇。总面积31.27平方公里，人口11300人，人口密度361.4人/平方公里（2009年）。国家统计（ISTAT）代码为020069。
2014年维尔吉廖和博戈福泰合并为新的市镇维尔吉廖镇。